# Menzel Hayet
Menzel Hayet (àrab: منزل الحياة, Manzil al-Ḥayāt), antigament anomenada Bougabrine (àrab: بوقبرين Bū-Gabrīn), és una ciutat del Sahel tunisià, situada 35 km al sud-oest de Monastir, a la governació homònima. Constitueix una municipalitat amb 12.927 habitants el 2014.

## Economia
L'activitat econòmica de la ciutat està dominada per la indústria de transformació de materials de construcció: rajoleria, ceràmica i vidre. Las fàbriques i tallers s'han implantat tot al llarg de la carretera RN1 en direcció a Sfax.

## Administració
Forma una municipalitat o baladiyya, amb codi geogràfic 32 41 (ISO 3166-2:TN-12).
Al mateix temps, constitueix un sector o imada, amb codi geogràfic 32 54 52, de la delegació o mutamadiyya de Zeramdine (32 54).